# Романов, Даниил Дмитриевич
Даниил Дмитриевич Романов (род. 8 марта 1994 года) — российский скелетонист, участник Олимпиады 2022 года в Пекине.

## Карьера
С 2014 года занимается скелетоном под руководством заслуженного тренера России Дениса Алимова. В 2017 году стал серебряным призёром Всероссийских соревнований по бобслейным и скелетон-стартам.
На чемпионате мира 2021 года стал 19-м. Приказом министра спорта России № 105 нг от 31.08.2021 года Даниилу присвоено спортивное звание мастер спорта России.
Заменил заболевшего Никиту Трегубова На Олимпиаде 2022 года в Пекине, где закончил состязания 23-м.